# PGC 1724094
LEDA/PGC 1724094 ist eine Spiralgalaxie im Sternbild Löwe auf der Ekliptik. Sie ist schätzungsweise 747 Millionen Lichtjahre von der Milchstraße entfernt und hat einen Durchmesser von etwa 150.000 Lichtjahren.
Im selben Himmelsareal befinden sich u. a. die Galaxien NGC 3098, PGC 1721260, PGC 1723333, PGC 1727284.